# Baseball and Softball Federation of Luxembourg
Die Baseball and Softball Federation of Luxembourg (BSFL) ist der Dachverband der luxemburgischen Baseball- und Softballvereine. Sie wurde 2002 gegründet. 2013 gab es drei Vereine in Beckerich, Diekirch und Düdelingen, die sich für ihre Heimspiele ein Baseballfeld in Beckerich teilten. Im März 2017 wurde die BSFL in das Comité Olympique et Sportif Luxembourgeois (COSL) aufgenommen.
Sitz des Verbandes ist Beles. Präsident ist Chris Roderes.

## Mitgliedsvereine
Dem Verband gehören zurzeit zwei Vereine an (Stand: Juni 2021):
- Beckerich Hedgehogs
- Dudelange Red Sappers